# Pękaninko
Pękaninko (deutsch Klein Panknin) ist ein Dorf in der polnischen Woiwodschaft Westpommern. Es gehört zur Gemeinde Białogard im Powiat Białogardzki (Belgarder Kreis). 

## Geographische Lage
Das Dorf liegt in Hinterpommern, etwa 25 Kilometer südwestlich von Koszalin (Köslin), fünf Kilometer nördlich von Białogard (Belgard) und 1 ½ Kilometer nördlich des Nachbarorts Pękanino (Groß Panknin), von dem es durch eine Höhe getrennt ist.

## Geschichte
Eine ältere Ortsbezeichnung lautet Lütken Pankenyn. Nach der Belgardschen Kirchenmatrikel von 1540 gehörte das Dorf Klein Panknin einer Vikarie der Marienkirche zu Belgard. Um 1783 hatte das Dorf fünf Bauern, einen Kossäten und sieben Feuerstellen (Haushaltungen). Das spätere Kämmereidorf der Stadt Belgard hatte um 1865 neun Wohnhäuser, 16 Wirtschaftsgebäude und 56 Einwohner, die auf neun Familien verteilt waren.
Am Anfang der 1930er Jahre hatte die Landgemeinde Klein Panknin eine Flächengröße von 1,6 km². Auf der Gemarkung des Dorfs, auf der Klein Panknin der einzige Wohnort war, standen zehn bewohnte Wohnhäuser.
Im Jahr 1945 gehörte Klein Panknin zum Kreis Belgard (Persante) im Regierungsbezirk Köslin der preußischen Provinz Pommern des Deutschen Reichs. Das Dorf war dem Amtsbezirk Kösternitz zugeordnet.
Gegen Ende des Zweiten Weltkriegs wurde die Region mit Klein Panknin im Frühjahr 1945 von der Roten Aremee erobert und besetzt. Nach Beendigung der Kampfhandlungen wurde die Region mit dem Kreis Belgard von der sowjetischen Besatzungsmacht der Volksrepublik Polen zur Verwaltung überlassen. Danach begann im Kreisgebiet die Zuwanderung von Polen, anfangs vorwiegend aus von der Sowjetunion besetzten Gebieten östlich der Curzon-Linie. Die polnische Ortsbezeichnung Pękaninko wurde danach eingeführt. Anschließend begann die örtliche polnische Administration mit der Vertreibung der einheimischen Bevölkerung Klein Panknins, um sie durch Polen zu ersetzen.

### Demographie
| Jahr | Einwohner | Anmerkungen |
| ---- | --------- | --- |
| 1783 | —         | Dorf mit sieben Feuerstellen (Haushaltungen), im Besitz der Stadt Belgard                                                                                         |
| 1818 | 54        | Dorf, im Besitz der Stadt Belgard |
| 1825 | 54        | Dorf, Eigentum der Stadt Belgard |
| 1852 | 56        | Dorf |
| 1864 | 56        | am 3. Dezember, Gemeindebezirk |
| 1867 | 56        | am 3. Dezember, Gemeindebezirk |
| 1871 | 51        | am 1. Dezember, Gemeindebezirk (sämtlich Evangelische) |
| 1885 | 57        | am 1. Dezember, Gemeindebezirk (sämtlich Evangelische) |
| 1910 | 48        | am 1. Dezember, Dorf |
| 1925 | 68        | darunter 63 Evangelische, eine Person ohne religiöses Glaubensbekenntnis, keine Katholiken oder Juden (für vier Personen liegen keine Angaben zur Konfession vor) |
| 1933 | 45        | [ 11 ] |
| 1939 | 41        | [ 11 ] |

## Religionen
Die bis 1945 anwesenden Dorfbewohner waren mit gelegentlichen Ausnahmen evangelisch und gehörten zum Kirchspiel Belgard (Persante).